# (3770) Nizami
(3770) Nizami est un astéroïde de la ceinture principale.

## Description
(3770) Nizami est un astéroïde de la ceinture principale. Il fut découvert le 24 août 1974 à Nauchnyj par Lioudmila Tchernykh. Il présente une orbite caractérisée par un demi-grand axe de 2,19 UA, une excentricité de 0,18 et une inclinaison de 6,4° par rapport à l'écliptique.

## Compléments